# Natação nos Jogos Pan-Americanos de 2007 - 400 m livre feminino
O evento dos 400 m livre feminino nos Jogos Pan-Americanos de 2007 foi realizado no Rio de Janeiro, Brasil, com a final realizada em 17 de julho de 2007.

## Medalhistas
| Ouro   | USA Jessica Rodriguez           |
| Prata  | MEX Patricia Castañeda Miyamoto |
| Bronze | USA Corinne Showalter           |

## Recordes
| Recorde mundial       | Laure Manaudou (FRA) | 4:02.13 | 06 de agosto de 2006 | Budapeste     |
| Recorde pan-americano | Elizabeth Hill (USA) | 4:10.48 | 13 de agosto de 2003 | Santo Domingo |

## Resultados

### Final
| Posição | Nadadora                | Nação              | Tempo   | Nota |
| ------- | ----------------------- | ------------------ | ------- | ---- |
| 1       | Jessica Rodriguez       | USA Estados Unidos | 4:12.22 |      |
| 2       | Patricia Castañeda      | MEX México         | 4:13.34 |      |
| 3       | Corinne Showalter       | USA Estados Unidos | 4:13.72 |      |
| 4       | Chanelle Charron-Watson | CAN Canadá         | 4:14.08 |      |
| 5       | Monique Ferreira        | BRA Brasil         | 4:14.54 |      |
| 6       | Cecilia Biagioli        | ARG Argentina      | 4:16.57 |      |
| 7       | Zsofia Balazs           | CAN Canadá         | 4:17.87 |      |
| 8       | Kristel Köbrich         | CHI Chile          | 4:19.10 |      |